# NGC 3585
NGC 3585 este o galaxie eliptică situată în constelația Hidra. A fost descoperită în 9 decembrie 1784 de către William Herschel. Se află la o distanță de 18,79 megaparseci de Pământ.